# Yoshida-juku

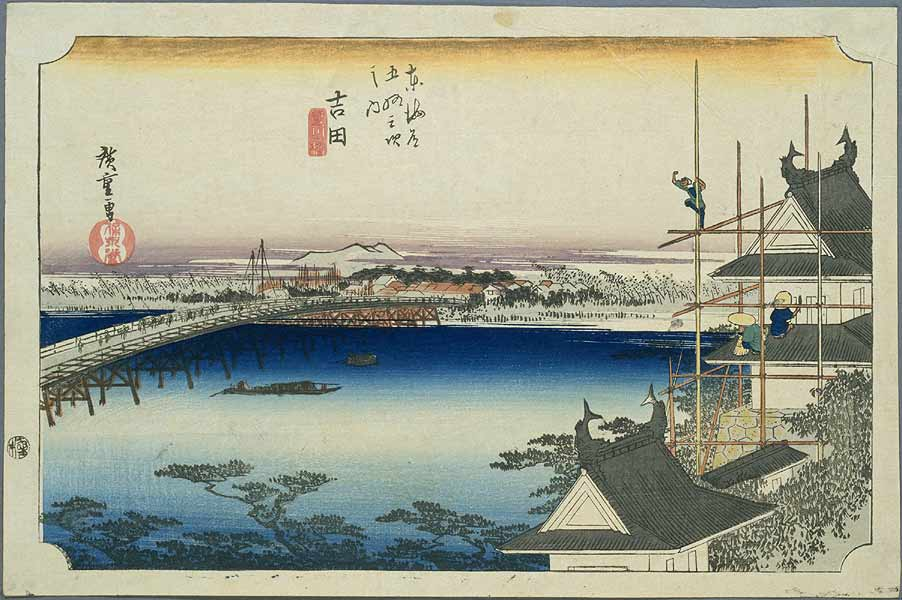
Stacja w latach 30. XIX wieku, Hiroshige Andō

Yoshida-juku (jap. 吉田宿 Yoshida-juku) – trzydziesta czwarta z 53 stacji szlaku Tōkaidō, położona obecnie w mieście Toyohashi, w prefekturze Aichi, w Japonii.